# Carpelimus zealandicus
Carpelimus zealandicus är en skalbaggsart som först beskrevs av Sharp 1900.  Carpelimus zealandicus ingår i släktet Carpelimus, och familjen kortvingar. Arten är reproducerande i Sverige.